# Любуша
Любуша або Лібуша, Лібу́ше (чеськ. Libuše, від Любослава) — напівлегендарна чеська княгиня, наймолодша дочка Крока. Засновниця Праги, провидиця та національна героїня. На честь названо астероїд 264 Любуша.
Першим її життєвий шлях описав Козьма Празький 12 ст.. Його хроніка розповідає про те, що вона була дружиною Пржемисла Орача, заснувала Прагу і ще кілька міст, славилась розумом та екстрасенсорними здібностями. Про заснування Праги Козьма писав так:

«Одного дня, коли стояла Любуша з своїм чоловіком посеред свого двору, потьмарилось їй перед очима і почала вона говорити:
- Там далеко, куди можна дійти за день, посеред лісу є висока гора, що обривається до великої ріки. Коли прийдете туди то побачите чоловіка, що тесатиме з дерева поріг для свого дому. Ото від того порога і місто назвіть Прага. І тоді всі, навіть королі, схилятимуть голови перед цим містом. І це буде найбільше і найважливіше місто нашої землі і всі інші будуть йому коритись, бо там сидітиме король. І місцевість наколо того міста буде пупом нашого народу. Бачу місто велике, слава якого сягне зір на небі.»
Пржемисл відправив вивідників, аби ті знайшли описану місцевість. І дійсно, все було так, як описала Любуша у своєму видінні. За наказом Пржемисла там заклали місто, яке потім стало родовим гніздом цілої династії князів і королів.

Любуша мала величезний вплив на свій народ: навіть після її смерті виникло повстання, яке ледве придушили. Вацлав Гаєк підрахував, що обрано її на княжіння в 710 році, одружилась вона з Пржемислом в 721, а померла в 735 році. В шлюбі з Пржеславом народила трьох синів.
Образ Любуші надихнув Франца Грільпарзера на створення трагедії Libussa (1840), Бедржиха Сметану на написання опери Libuše (1871-1872).
Існує думка, що Любуша не просто особа-легенда, а є уособленням суспільного перелому в чеському суспільстві (перехід до патріархату, проте не остаточний, про що свідчить повстання жінок по її смерті).

## Галерея

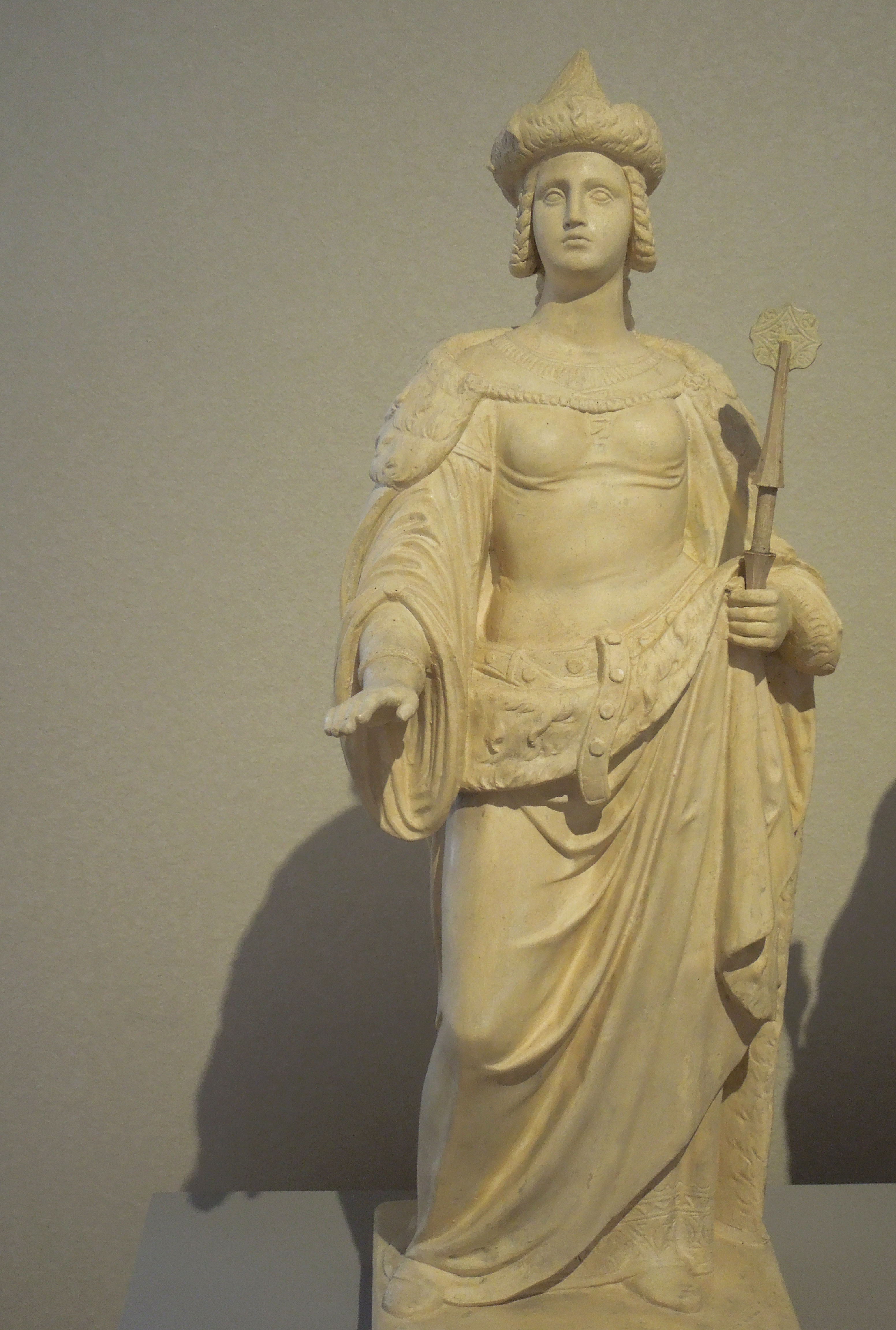
Любуша. Макс Й. (1842-1843)
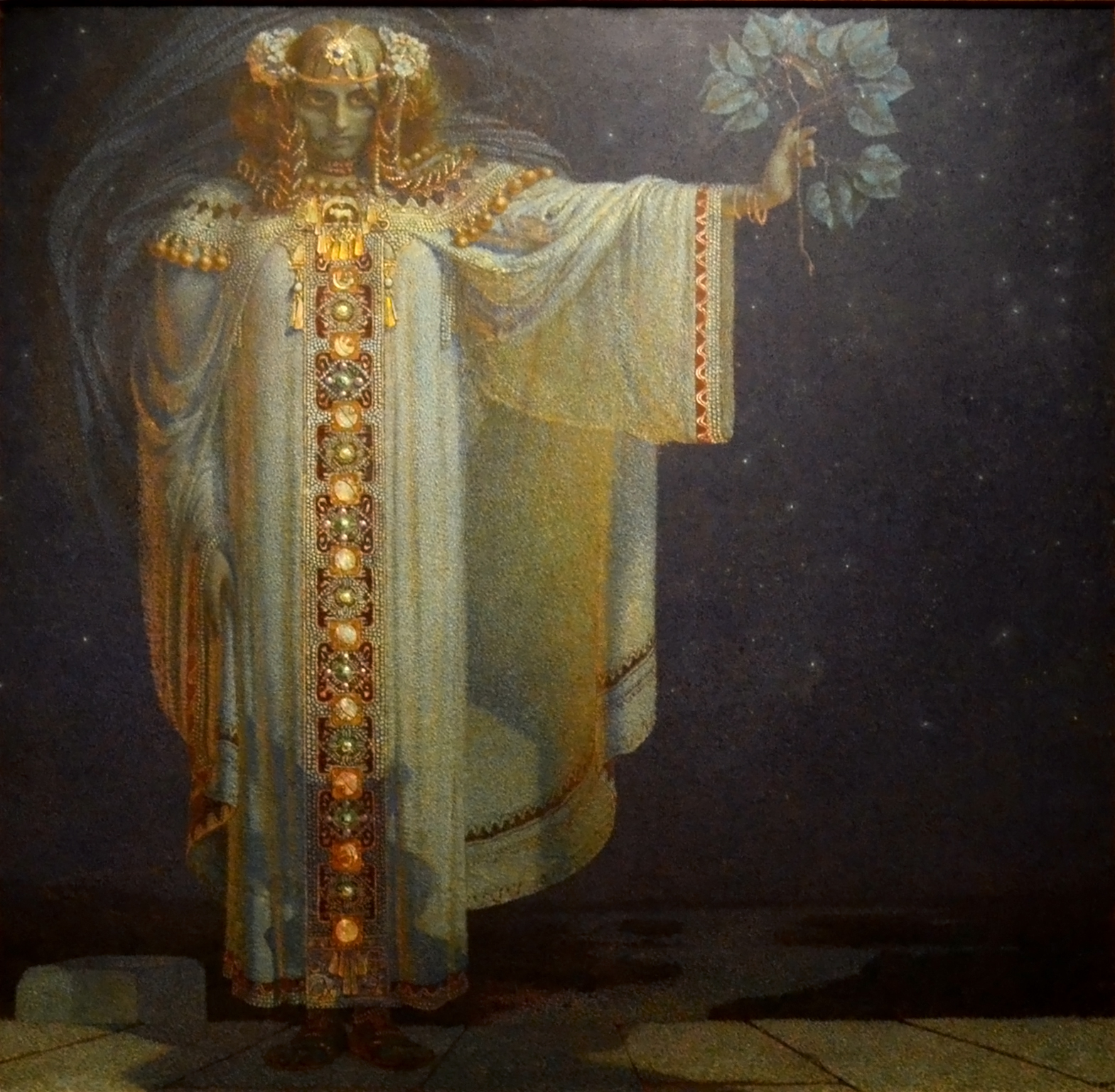
Любуша. Машек К.В. (1893)
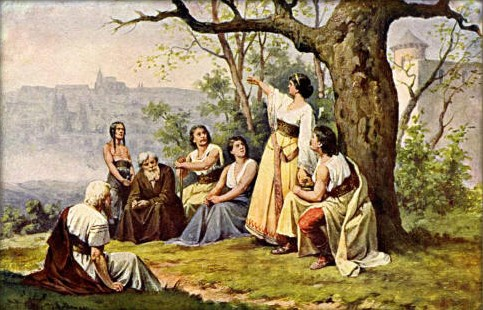
Княгиня Любуша віщує славу Праги. Матхаусер Й.
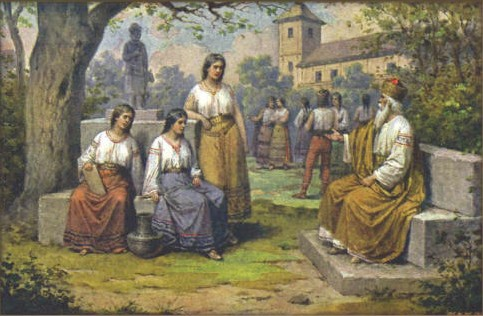
Князь Крок з доньками - Казі, Тета, Любуша. Матхаусер Й.
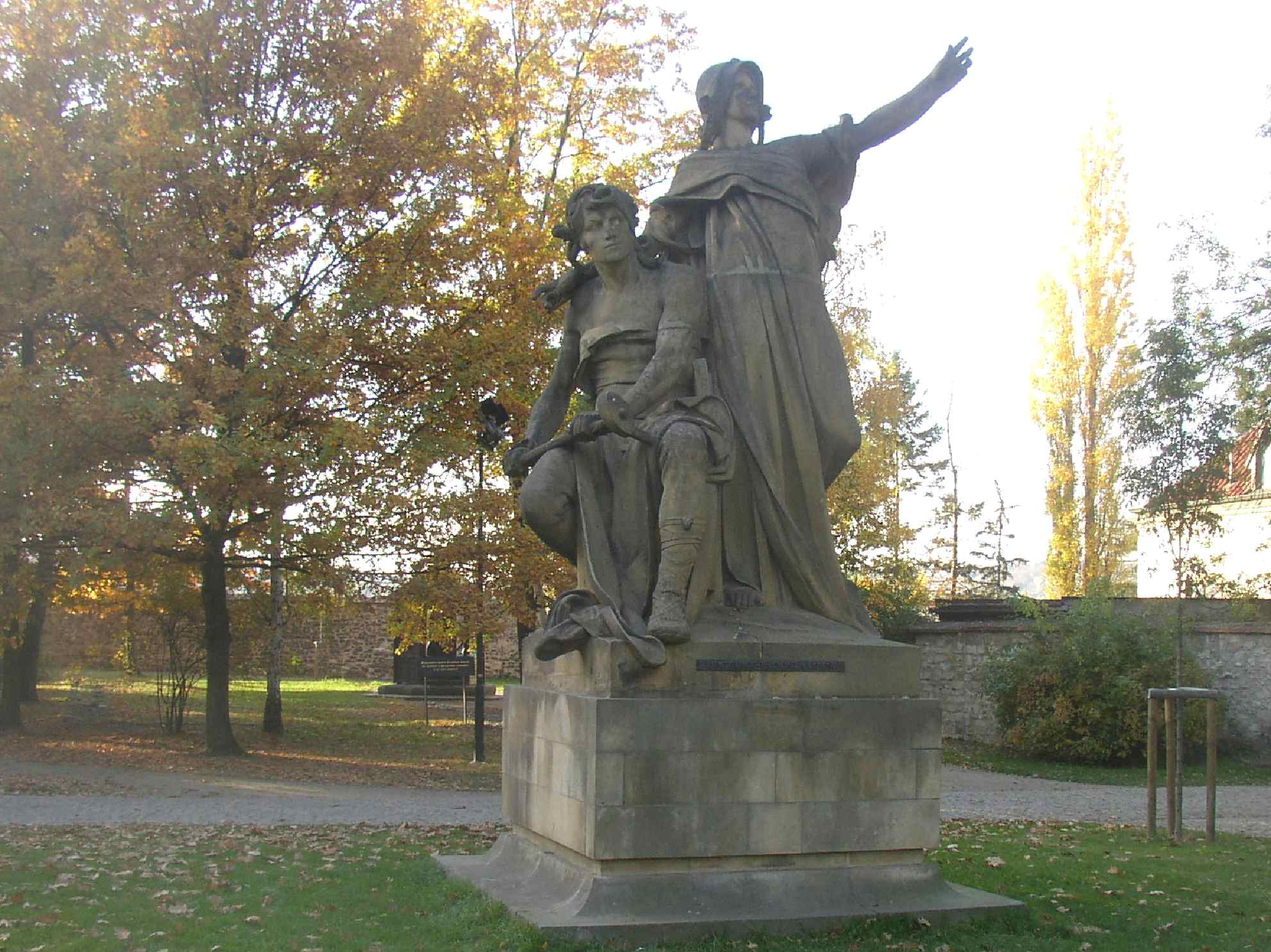
Пржемисл Орач і Любуша. Мислбек Й.В., Вишеград (1881)